# Bulbophyllum picturatum
Bulbophyllum picturatum es una especie de orquídea epifita  originaria de  	 Asia.

## Descripción
Es una orquídea de mediano tamaño, con hábitos epifita con  pseudobulbos ovoides de color verde oscuro,  angulares que llevan una sola hoja, apical, lineal oblonga, obtusa. Florece en la primavera en una inflorescencia basal, ascendente, de 12 a 25 cm de largo, delgada, bracteada que surge de un pseudobulbo maduro y que tiene de 5 a 10 flores umbeldas, fragantes, e hirsutas. Se desarrolla  bien en helechos o corcho montado en la luz brillante moderada con temperaturas frescas o calientes y agua durante su crecimiento y una disminución en el crecimiento maduro.

## Distribución y hábitat
Se encuentra desde Assam a Birmania y Tailandia a Vietnam en los bosques montanos primarios a altitudes de 900 a 1.550 metros.  

## Taxonomía
Bulbophyllum picturatum fue descrita por (Lodd.) Rchb.f. y publicado en Annales Botanices Systematica 6: 262. 1861.
Etimología
Bulbophyllum: nombre genérico que se refiere a la forma de las hojas que es bulbosa.
picturatum: epíteto latino que significa "notable".
Sinonimia
- Cirrhopetalum picturatum Lodd.
- Phyllorchis picturata (Lodd.) Kuntze
- Phyllorkis picturata (Lodd.) Kuntze[4][5]